# Zerbst (Anhalt)
Zerbst/Anhalt er en by i Landkreis Anhalt-Bitterfeld i den tyske delstat Sachsen-Anhalt.
Zerbst er historisk en del af Anhalt og var residens for fyrsterne af Anhalt-Zerbst. Zerbst blev under 2. verdenskrig, 16. april 1945 udsat for et voldsomt allieret luftangreb, der ødelagde 80 procent af byen. Den gamle by blev i de følgende årtier genopbygget i stærkt forandret form; kun få af de historiske bygninger blev bevaret, eller genopbygget.

## Geografi
Zerbst ligger ca. 13 km nord for Elben, cirka midt mellem Magdeburg og Wittenberg. I Zerbst forener den sydlige gren af floden Nuthe med de fra nord kommende bifloder.

### Administrativ opdeling
Den 1. Januar 2010 blev forvaltningskommune Elbe-Ehle-Nuthe opløst og de 21 kommuner med tilhørende bydele blev dermed en del af enhedskommunen Stadt Zerbst/Anhalt.
Til Zerbst hører følgende bydele:
| - Badetz - Badewitz - Bärenthoren - Bias - Bone - Bonitz - Bornum - Buhlendorf - Deetz - Dobritz - Eichholz - Flötz - Garitz - Gehrden - Gödnitz - Gollbogen - Golmenglin - Grimme - Güterglück - Hagendorf | - Hohenlepte - Jütrichau - Kämeritz - Kerchau - Kermen - Kleinleitzkau - Kuhberge - Leps - Lietzo - Lindau - Luso - Moritz - Moritzer Mühle - Mühlsdorf - Mühro - Nedlitz - Neue Sorge - Niederlepte - Nutha - Pakendorf | - Polenzko - Pulspforde - Quast - Reuden/Anhalt - Ronney - Schora - Siedlung Nutha - Steckby - Steutz - Straguth - Strinum - Tochheim - Töppel - Trebnitz - Trüben - Vordamm - Walternienburg - Wertlau - Zernitz |

### Bydele og landsbyer
Til Zerbst hører
- Bias (indlemmet 1. januar 2005)
- Bone
- Bonitz
- Luso (ondlemmet 1. januar 2005)
- Mühlsdorf
- Pulspforde

### Nabokommuner
Nabokunerne er (følgende uret, begyndende i nord): Zernitz, Straguth, Bornum, Dessau-Roßlau, Jütrichau, Steutz, Leps, Nutha, Güterglück og Moritz.